# Albert Vögler
Albert Vögler (Essen, 8 febbraio 1877 – Herdecke, 14 aprile 1945) è stato un imprenditore e politico tedesco.

## Biografia
Figlio di un direttore di un impianto minerario della Ruhr, studiò al Realgymnasium e si laureò in ingegneria meccanica al Technischen Hochschule Karlsruhe. Dopo aver lavorato come ingegnere metallurgico alla Georgsmarienhütte di Osnabrück e come ingegnere capo all'acciaieria Dortmunder Union AG, dopo l'acquisizione di quest'ultima da parte della Deutsch-Luxemburg entrò a far parte del consiglio d'amministrazione, e nel 1915 venne promosso direttore generale della società.
Di idee conservatrici, fu tra i fondatori del Partito Popolare Tedesco, con cui fu eletto deputato nel 1920. Lo stesso anno fondò insieme a Hugo Stinnes il Rhein-Elbe-Union GmbH, un gruppo minerario scaturito dalla fusione di Deutsch-Luxemburg, Gelsenkirchener Bergwerks AG e Bochumer Verein für Bergbau und Gussstahlfabrikation, che pochi mesi dopo si fuse con il gruppo Siemens dando vita al gruppo Siemens-Rhein-Elbe-Schuckert-Union GmbH (SRSU). Nel 1924, in opposizione alla politica moderata e legalitaria del Partito Popolare Tedesco, si avvicinò alle posizioni del Partito Popolare Nazionale Tedesco. Successore di Emil Kirdorf a capo del potente cartello Rheinisch-Westfälischen Kohlesyndikats ("Consorzio del carbone Reno-Westfalia"), presidente e membro dei consigli di sorveglianza di numerose aziende, fu tra i delegati tedeschi chiamati a negoziare il piano Young, ma abbandonò la delegazione ritenendo insostenibili le richieste di risarcimento.  Attratto dal suo anti-marxismo e dalla promessa di mettere fine alla democrazia parlamentare, a partire dal 1930 iniziò a sostenere e a finanziare massicciamente Adolf Hitler e il partito nazista. Con la salita al potere del nazismo Vögler oltre a entrare nuovamente a far parte del Reichstag ricevette numerose cariche di prestigio, tra cui la carica di plenipotenziario del Reich per la nazionalizzazione delle miniere di carbone della Renania-Westfalia.
Nel 1944 sfuggì all'arresto per disfattismo grazie alla protezione di Albert Speer. Nell'aprile del 1945, sul punto di essere tratto in arresto dalle truppe americane, si suicidò.